# Temporada 1974-75 de los Boston Celtics
La temporada 1974-75 fue la vigésimo novena de los Boston Celtics en la NBA. La temporada regular acabó con 60 victorias y 22 derrotas, clasificándose para los playoffs, en los que cayó en las finales de conferencia ante los Washington Bullets .

## Elecciones en el Draft
| Ronda | Puesto | Jugador        | Posición | Nacionalidad   | Universidad      |
| ----- | ------ | -------------- | -------- | -------------- | ---------------- |
| 1     | 17     | Glenn McDonald | Alero    | Estados Unidos | Long Beach State |
| 2     | 35     | Kevin Stacom   | Escolta  | Estados Unidos | Providence       |
| 5     | 89     | Ben Clyde      | Alero    | Estados Unidos | Florida State    |
| 9     | 160    | Al Skinner     | Escolta  | Estados Unidos | Massachusetts    |

## Temporada regular
| División Atlántico | División Atlántico | División Atlántico | División Atlántico | División Atlántico | División Atlántico | División Atlántico | División Atlántico | División Atlántico |
| Equipo             | G                  | P                  | %                  | PD                 | Casa               | Fuera              | Div                |                    |
| ------------------ | ------------------ | ------------------ | ------------------ | ------------------ | ------------------ | ------------------ | ------------------ | ------------------ |
| y-Boston Celtics   | 60                 | 22                 | .732               | –                  | 28–13              | 32–9               | 17–9               |                    |
| x-Buffalo Braves   | 49                 | 33                 | .598               | 11                 | 30–11              | 19–22              | 15–11              |                    |
| x-New York Knicks  | 40                 | 42                 | .488               | 20                 | 23–18              | 17–24              | 9–17               |                    |
| Philadelphia 76ers | 34                 | 48                 | .415               | 26                 | 20–21              | 14–27              | 11–15              |                    |

## Playoffs

### Semifinales de Conferencia
Boston Celtics vs. Houston Rockets 
| Fecha       | Partido                                 | Ciudad  |
| ----------- | --------------------------------------- | ------- |
| 14 de abril | Boston Celtics 123, Houston Rockets 106 | Boston  |
| 16 de abril | Boston Celtics 112, Houston Rockets 100 | Boston  |
| 19 de abril | Houston Rockets 117, Boston Celtics 102 | Houston |
| 22 de abril | Houston Rockets 117, Boston Celtics 122 | Houston |
| 24 de abril | Boston Celtics 124, Houston Rockets 115 | Boston  |
|             | Boston Celtics gana las series 4-1      |         |

### Finales de Conferencia
Boston Celtics vs. Washington Bullets 
| Fecha       | Partido                                    | Ciudad   |
| ----------- | ------------------------------------------ | -------- |
| 27 de abril | Boston Celtics 95, Washington Bullets 100  | Boston   |
| 30 de abril | Washington Bullets 117, Boston Celtics 92  | Landover |
| 3 de mayo   | Boston Celtics 101, Washington Bullets 90  | Boston   |
| 7 de mayo   | Washington Bullets 119, Boston Celtics 108 | Landover |
| 9 de mayo   | Boston Celtics 103, Washington Bullets 99  | Boston   |
| 11 de mayo  | Washington Bullets 98, Boston Celtics 92   | Landover |
|             | Washington Bullets gana las series 4-2     |          |

## Estadísticas
| Rk | Jugador        | Edad | P  | PT | MP   | TC  | TCI  | %TC  | TL  | TLI | %TL  | RO  | RD   | RT   | AS  | RB  | TAP | BP | FP  | PTS  |
| -- | -------------- | ---- | -- | -- | ---- | --- | ---- | ---- | --- | --- | ---- | --- | ---- | ---- | --- | --- | --- | -- | --- | ---- |
| 1  | Dave Cowens    | 26   | 65 |    | 40.5 | 8.8 | 18.4 | .475 | 2.9 | 3.8 | .783 | 3.5 | 11.2 | 14.7 | 4.6 | 1.3 | 1.1 |    | 3.7 | 20.4 |
| 2  | Jo Jo White    | 28   | 82 |    | 39.3 | 8.0 | 17.6 | .457 | 2.3 | 2.7 | .834 | 1.0 | 2.8  | 3.8  | 5.6 | 1.6 | 0.2 |    | 2.5 | 18.3 |
| 3  | John Havlicek  | 34   | 82 |    | 38.2 | 7.8 | 17.2 | .455 | 3.5 | 4.0 | .870 | 1.9 | 4.0  | 5.9  | 5.3 | 1.3 | 0.2 |    | 2.8 | 19.2 |
| 4  | Paul Silas     | 31   | 82 |    | 32.5 | 3.8 | 9.1  | .417 | 3.0 | 4.2 | .709 | 4.2 | 8.3  | 12.5 | 2.7 | 0.7 | 0.3 |    | 2.8 | 10.6 |
| 5  | Don Chaney     | 28   | 82 |    | 26.9 | 3.9 | 9.1  | .428 | 1.6 | 2.0 | .806 | 2.1 | 2.4  | 4.5  | 2.2 | 1.5 | 0.8 |    | 3.0 | 9.5  |
| 6  | Don Nelson     | 34   | 79 |    | 26.0 | 5.4 | 9.9  | .539 | 3.3 | 4.0 | .827 | 1.6 | 4.3  | 5.9  | 2.3 | 0.4 | 0.2 |    | 3.0 | 14.0 |
| 7  | Paul Westphal  | 24   | 82 |    | 19.3 | 4.2 | 8.2  | .510 | 1.5 | 1.9 | .763 | 0.5 | 1.5  | 2.0  | 2.9 | 1.0 | 0.4 |    | 2.3 | 9.8  |
| 8  | Jim Ard        | 26   | 59 |    | 12.2 | 1.5 | 4.5  | .335 | 0.8 | 1.1 | .738 | 1.0 | 2.4  | 3.4  | 0.7 | 0.2 | 0.5 |    | 1.6 | 3.8  |
| 9  | Hank Finkel    | 32   | 62 |    | 8.4  | 0.8 | 2.1  | .403 | 0.4 | 0.7 | .535 | 0.5 | 1.3  | 1.8  | 0.5 | 0.1 | 0.0 |    | 1.2 | 2.0  |
| 10 | Phil Hankinson | 23   | 3  |    | 8.0  | 2.0 | 3.7  | .545 | 0.0 | 0.0 |      | 0.3 | 2.0  | 2.3  | 0.7 | 0.3 | 0.0 |    | 1.0 | 4.0  |
| 11 | Kevin Stacom   | 23   | 61 |    | 7.3  | 1.2 | 2.6  | .453 | 0.5 | 0.5 | .879 | 0.5 | 0.4  | 0.9  | 0.8 | 0.2 | 0.0 |    | 1.1 | 2.8  |
| 12 | Glenn McDonald | 22   | 62 |    | 6.4  | 1.1 | 2.9  | .385 | 0.5 | 0.6 | .757 | 0.3 | 0.8  | 1.1  | 0.4 | 0.1 | 0.1 |    | 0.9 | 2.7  |
| 13 | Ben Clyde      | 23   | 25 |    | 6.3  | 1.2 | 2.9  | .431 | 0.3 | 0.4 | .778 | 0.6 | 1.0  | 1.6  | 0.2 | 0.2 | 0.1 |    | 1.4 | 2.8  |
| 14 | Steve Downing  | 24   | 3  |    | 3.0  | 0.0 | 0.7  | .000 | 0.0 | 0.7 | .000 | 0.0 | 0.7  | 0.7  | 0.0 | 0.0 | 0.0 |    | 0.0 | 0.0  |

## Galardones y récords
| Jugador       | Galardón                                                                     |
| John Havlicek | 2.º Mejor quinteto de la NBA Mejor quinteto defensivo de la NBA All-Star     |
| Dave Cowens   | 2.º Mejor quinteto de la NBA 2.º Mejor quinteto defensivo de la NBA All-Star |
| Jo Jo White   | 2.º Mejor quinteto de la NBA All-Star                                        |
| Paul Silas    | Mejor quinteto defensivo de la NBA All-Star                                  |
| Don Chaney    | 2.º Mejor quinteto defensivo de la NBA                                       |